# Lubomír Tesáček
Lubomír Tesáček (Checoslovaquia, 9 de febrero de 1957-29 de junio de 2011) es un atleta checoslovaco retirado especializado en la prueba de 3000 m, en la que consiguió ser campeón europeo en pista cubierta en 1984.

## Carrera deportiva
En el Campeonato Europeo de Atletismo en Pista Cubierta de 1983 finalizó en cuarta posición en los 3000 metros, con un tiempo de 7:58.72 segundos, tras el yugoslavo Dragan Zdravković, el soviético Valeriy Abramov  y el alemán Uwe Mönkemeyer (bronce con 7:58.11 segundos).
Al año siguiente, en el Campeonato Europeo de Atletismo en Pista Cubierta de 1984 ganó la medalla de oro en la misma distancia, con un tiempo de 7:53.16 segundos, por delante del suizo Markus Ryffel y del alemán Karl Fleschen.